# Mikal Kirkholt
Mikal Kirkholt (* 9. Dezember 1920 in Rindal; † 28. Juni 2012 ebenda) war ein norwegischer Skilangläufer.
Kirkholt, der für den Idrettslaget Troll aus Rindal und den Sør-Trøndelag startete, gewann bei den Olympischen Winterspielen 1952 in Oslo die Silbermedaille mit der Staffel. Zudem belegte er dort den 12. Platz über 18 km. Im selben Jahr wurde er norwegischer Meister mit der Staffel von Sør-Trøndelag. Ein Jahr zuvor errang er bei den norwegischen Meisterschaften über 18 km und 30 km jeweils den zweiten Platz.